# Gabriel Vallés
Gabriel Gustavo Vallés (Godoy Cruz, 31 maggio 1986) è un ex calciatore argentino, di ruolo difensore.

## Caratteristiche tecniche
È un terzino destro, che può giocare anche sulla fascia opposta ed in posizione più avanzata.

## Palmarès
- Coppa Sudamericana: 1

Independiente: 2010